# بخش برندت، شهرستان پولک، مینه سوتا
بخش برندت (به انگلیسی: Brandt Township) یک منطقهٔ مسکونی در ایالات متحده آمریکا است که در شهرستان پولک، مینه‌سوتا واقع شده‌است.
 بخش برندت ۹۳٫۳ کیلومتر مربع مساحت و ۶۲ نفر جمعیت دارد و ۲۸۶ متر بالاتر از سطح دریا واقع شده‌است.